# Чуйко Олег Анатолійович
Оле́г Анато́лійович Чуйко́ (літературний псевдонім Олекса Білобров, військовий позивний Мамай) (21 лютого 1962, м. Камишлов Свердловської обл., РРФСР) — український письменник, публіцист.

## Біографічні відомості
Закінчив Свердловське вище воєнно-політичне танково-артилерійське училище. Служив у Афганістані у провінції Пактія (на сході країни) 19 місяців. Почав зі звання старший лейтенант. Літом 1988 року, коли відбувався перший етап виводу радянських військ, повернувся в Україну. Потім був капітаном, а коли закінчив академію — став полковником. Звільнився зі служби у 2000 р.
У 1996 році закінчив Київський військовий гуманітарний інститут Міноборони України.
У грудні 2009 року він ще раз відвідав Афганістан .
Переможець конкурсу «Золотий лелека —2009» у номінації «Пригодницька повість» (друга премія)  за твір «Не-тинейджер» .

### Російсько-українська війна
З серпня 2014 року Олег Чуйко перебував на фронті разом із бійцями 11-го батальйону територіальної оборони «Київська Русь» та 25-го батальйону тероборони «Київська Русь», які влітку допомагав формувати. Він взяв собі позивний «Мамай».
У 2015 році очолив 5-ту батальйонно-тактичну групу.
Зараз мешкає в м. Ірпіні Київської області.
Одружений і має двох дітей: доньку Анастасію та сина Данила. Впродовж кількох років викладав психологію у київських вишах.

## Творчий доробок
- Білобров О. На межі можливого: повість/ Олекса Білобров. — К.:Грані-Т, 2011. — 232с.